# Norrmalms högre allmänna läroverk för flickor
Norrmalms högre allmänna läroverk för flickor var ett läroverk på Norrmalm i Stockholm verksamt från 1929 till 1968. Skolbyggnaden nyttjades senare av Sveaplans vuxengymnasium 1970–1988 och Socialhögskolan i Stockholm 1988-2021.

## Historia
Skolan började 1929 i provisoriska lokaler i Adolf Fredriks folkskola. Den nya skolan stod färdig år 1936 och räknas som en av funktionalismens vackraste och mest stilrena byggnader i Stockholm.
Från 1960 antogs även pojkar. Skolan kommunaliserades 1966 och namnändrades därefter 1967 till Sveaplans gymnasium och las ner som ungdomsgymnasium 1970. Studentexamen gavs från 1932 till 1968 och realexamen från 1933 till 1964.

## Byggnaden

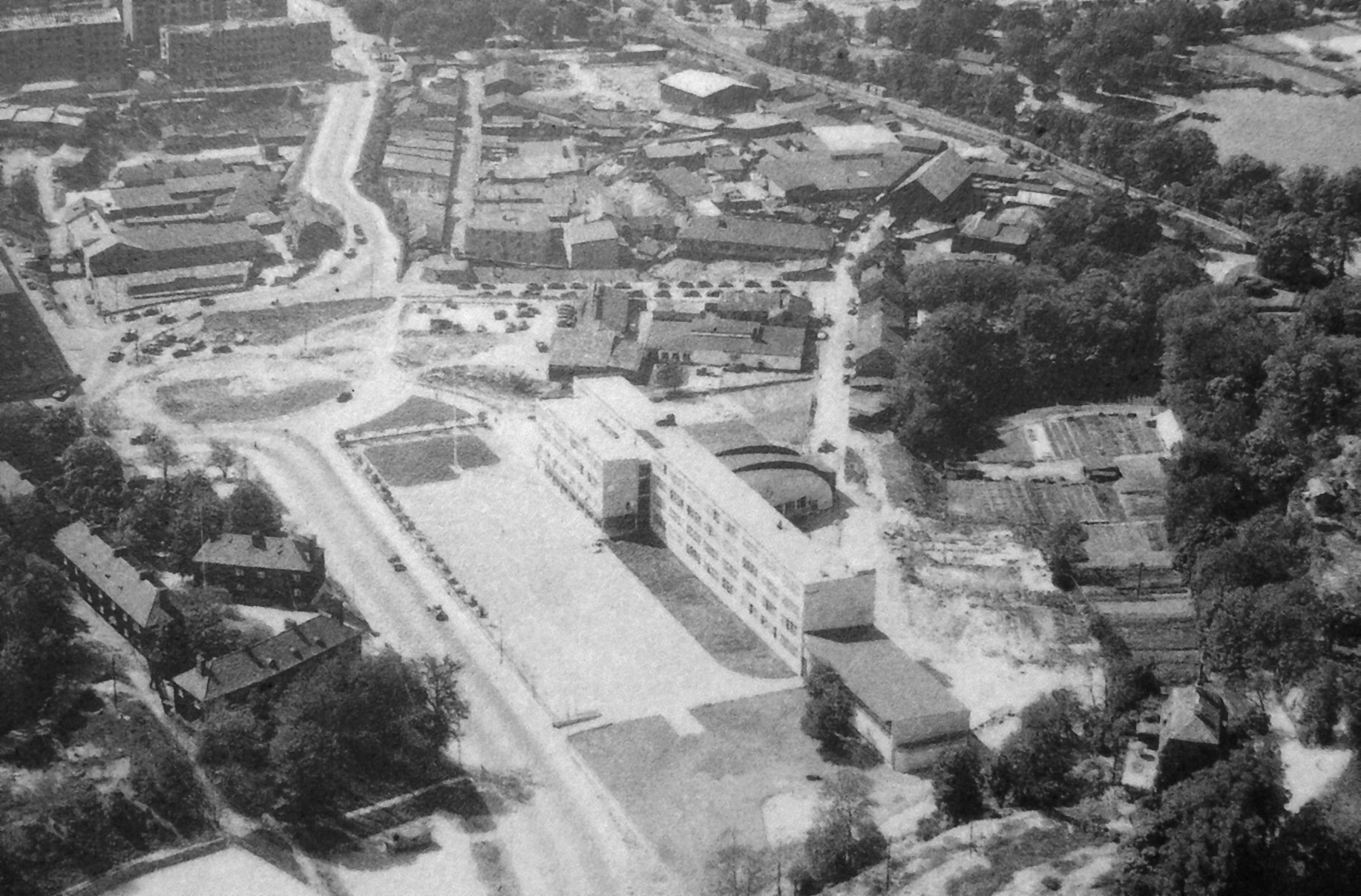
Det nya läroverket 1936, Sveaplan och Vanadislunden till vänster, Brunnsviken längst upp till höger.

Byggnaden är belägen i Vasastaden i Stockholm, vid Cedersdalsgatan intill Wenner-Gren Center.
Läroverket ritades av två unga arkitekter, Nils Ahrbom och hans partner Helge Zimdal, 26 respektive 28 år gamla. Deras tävlingsförslag bar det passande namnet Emancipation, frigörelse. 
Skolan stod färdig år 1936 och räknas som en av funktionalismens vackraste och mest stilrena byggnader i Stockholm. Funktionalismens tanke var att skapa ljus, luft och rum med enkla material; exempel på detta är utformningen av skolans aula, ett omsorgsfullt gestaltat trapphus och den före detta gymnastiksalen. Aulans rundade byggnadskropp vänder sig mot parken och genom de höga fönstren syns orgelns stora pipor. Byggnadens enkla, geometriska former och volymer och de släta, ljusa fasaderna med sina långa, sammanhängande fönsterband utan spröjsar präglar det arkitektoniska språket. Den indragna entrén nås via en arkad av runda pelare. Trapphuset, som bärs upp av mörkblå målade runda pelare är luftigt och ljust, och trappräcket är enkelt och funktionellt. I entréhallen välkomnas man av en stor väggmålning av Bo Beskow från 1939.
Lokalerna renoverades år 1996 under medverkan av den då 90-årige Nils Ahrbom. 

### Orgeln
Orgeln i aulan byggdes 1936 av Åkerman & Lund (Sundbyberg). Orgeluppställningen har komponerats in i fondväggens glasarkitektur med pipverket synligt såväl inifrån aulan som utifrån från den bakomliggande parken.

#### Disposition
Hela verket är med svällare (4 fasta kombinationer). Det har ett rörpneumatiskt system samt Rooseweltlådor.
| Manual I C-g3 | Manual II C-g3      | Pedal C-f1    | Koppel  |
| Principal 8’  | HornPrincipal 8’    | Subbas 16’    | I/P     |
| Gedackt 8’    | Rörflöjt 8’         | Gambabas 16’  | II/P    |
| Oktava 4’     | Salicional 8’       | Violoncell 8’ | II/I    |
| Flöjt 4’      | Voix céleste 8’     |               | I4/I    |
| Mixtur III-IV | Flûte octaviante 4’ |               | 4*II/I  |
| Trumpet 8’    | Gemskvint 2 2/3’    |               | II16/II |
|               | Waldflöjt 2’        |               |         |

## Bilder

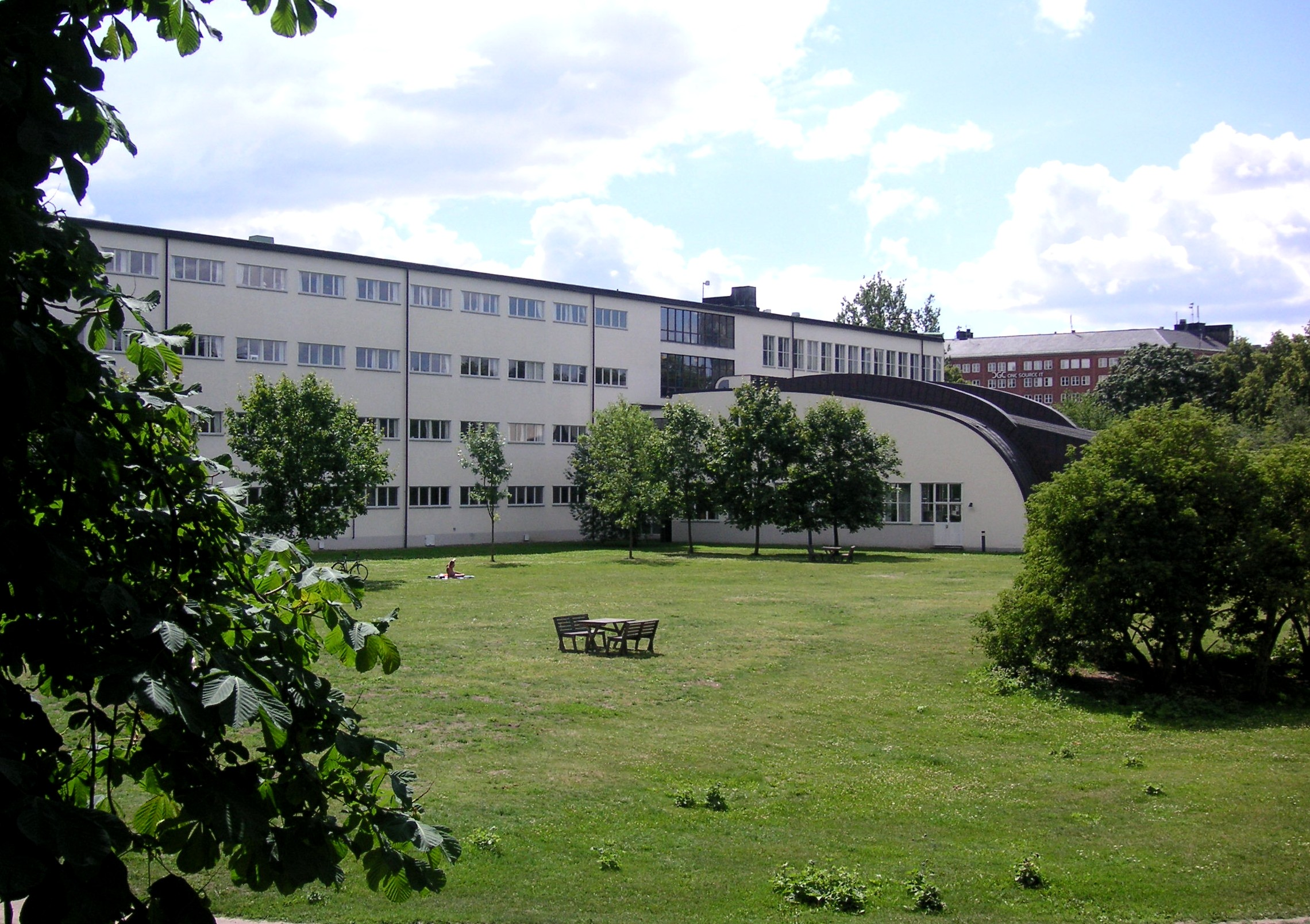
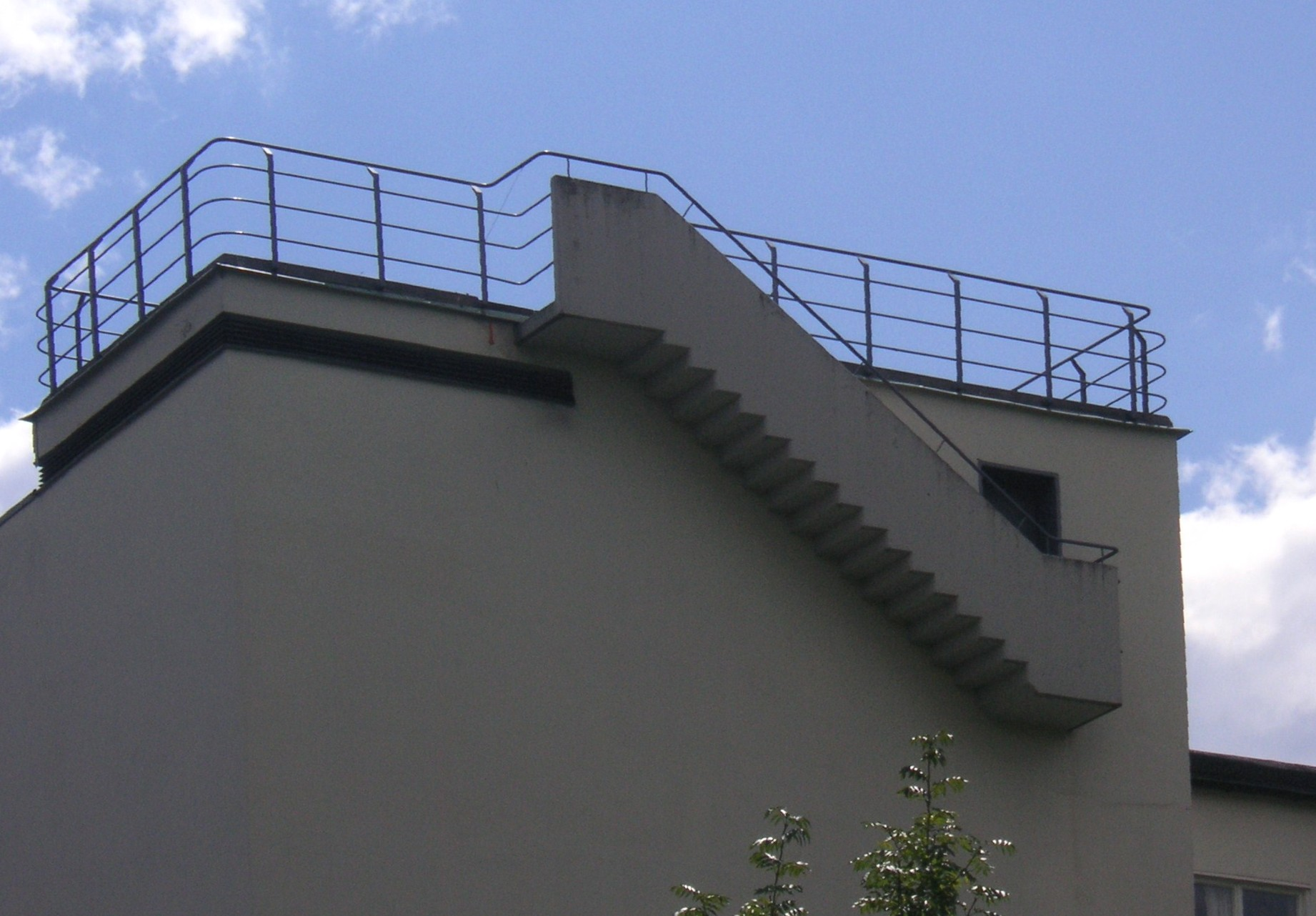
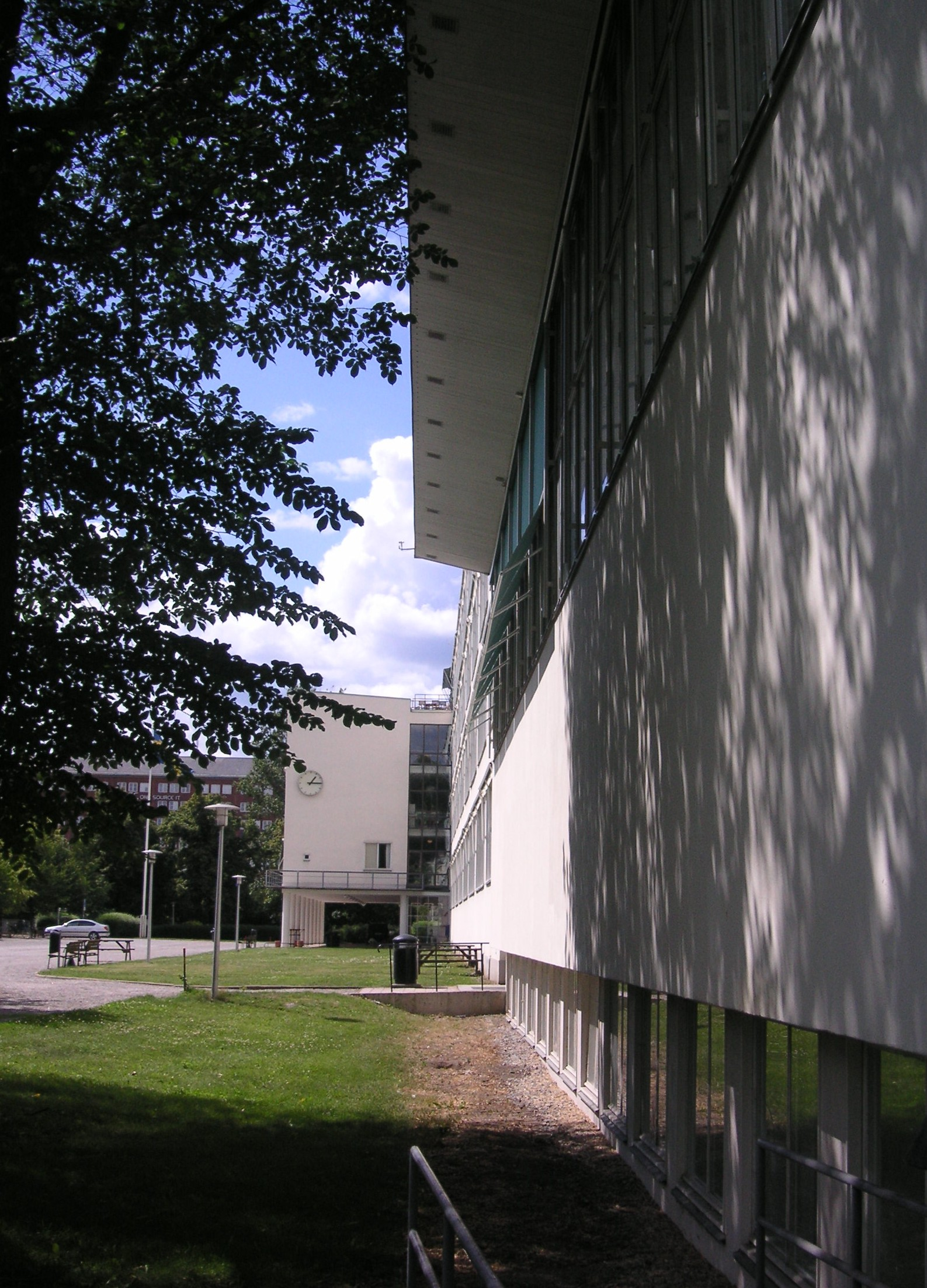
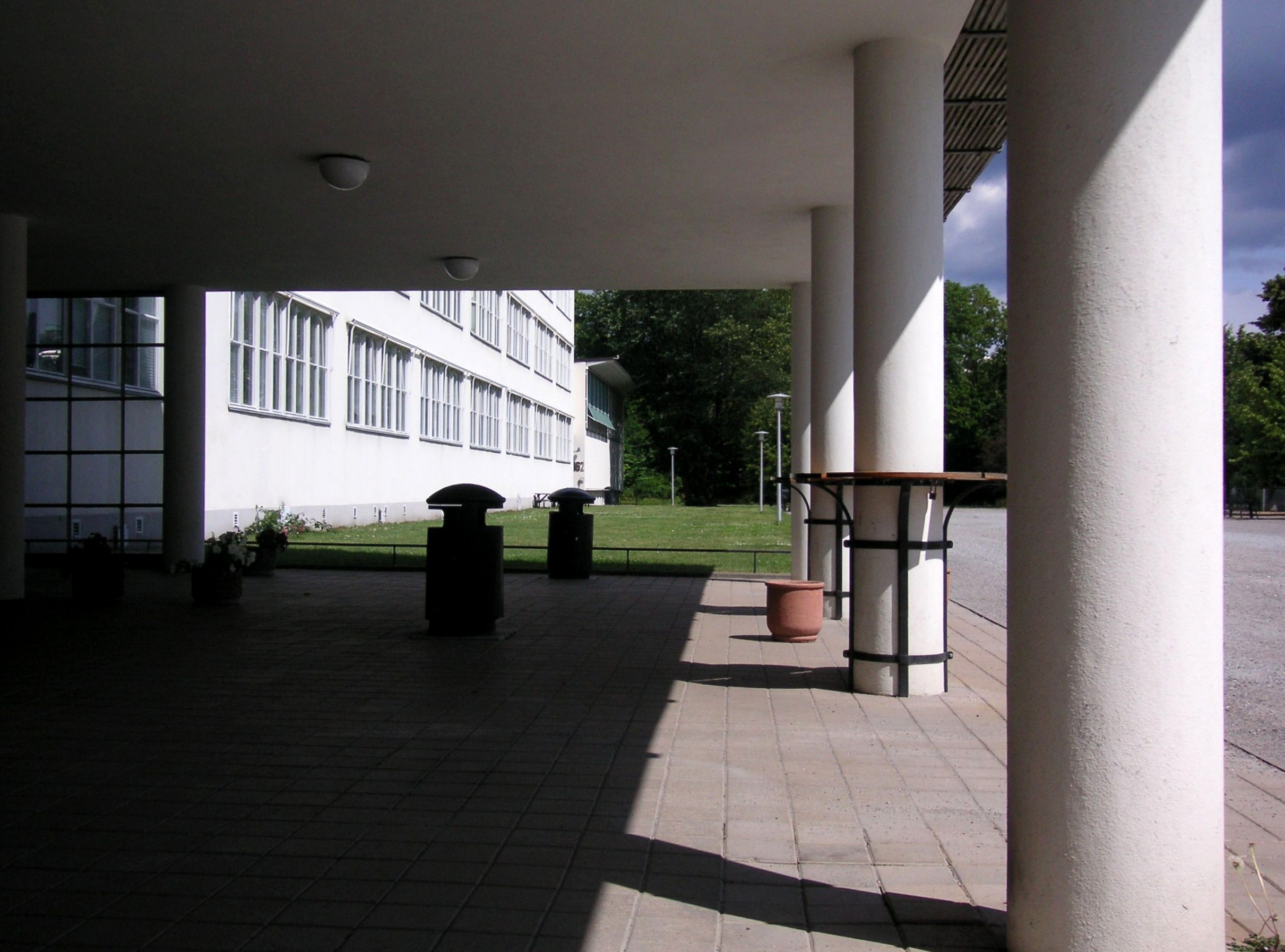
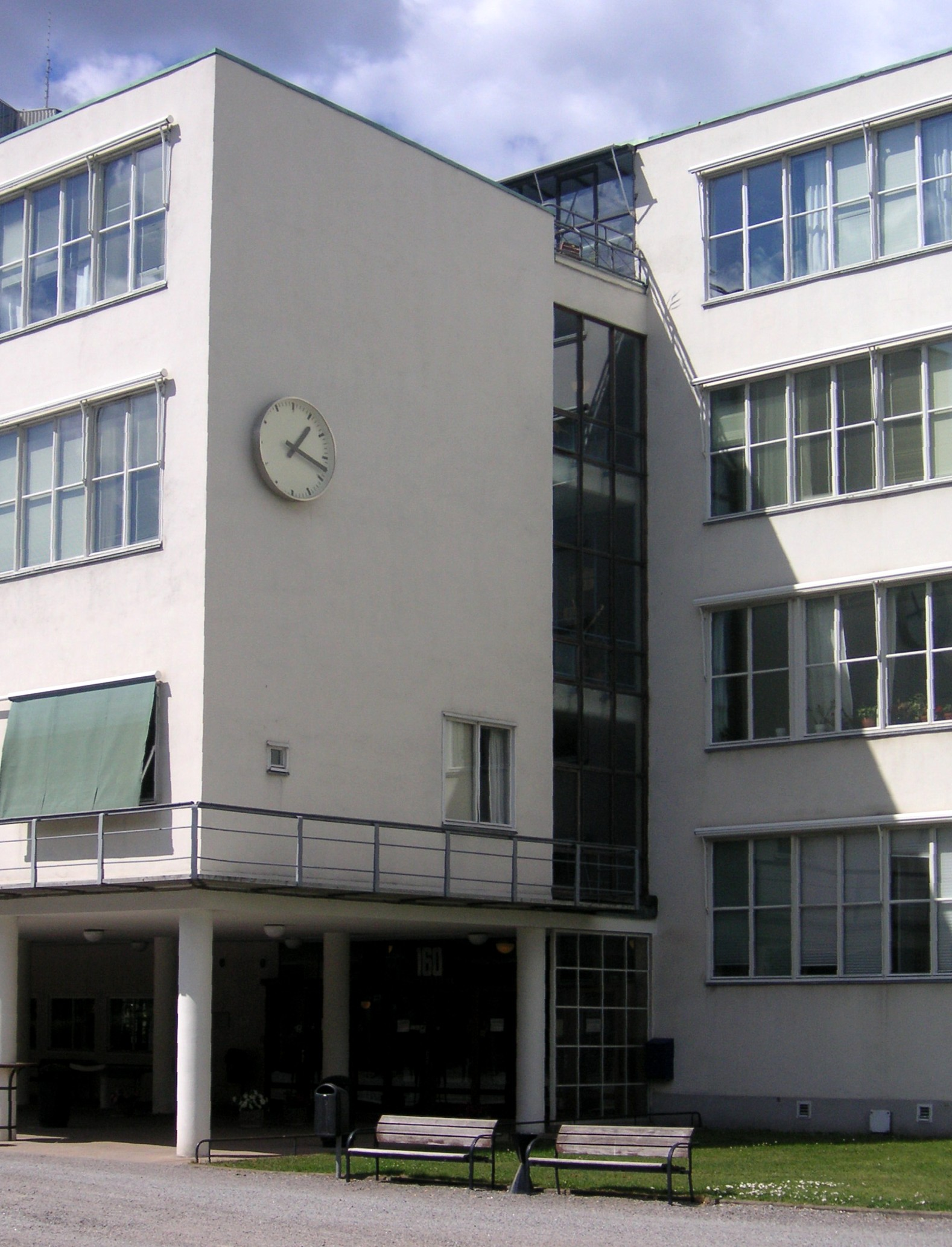
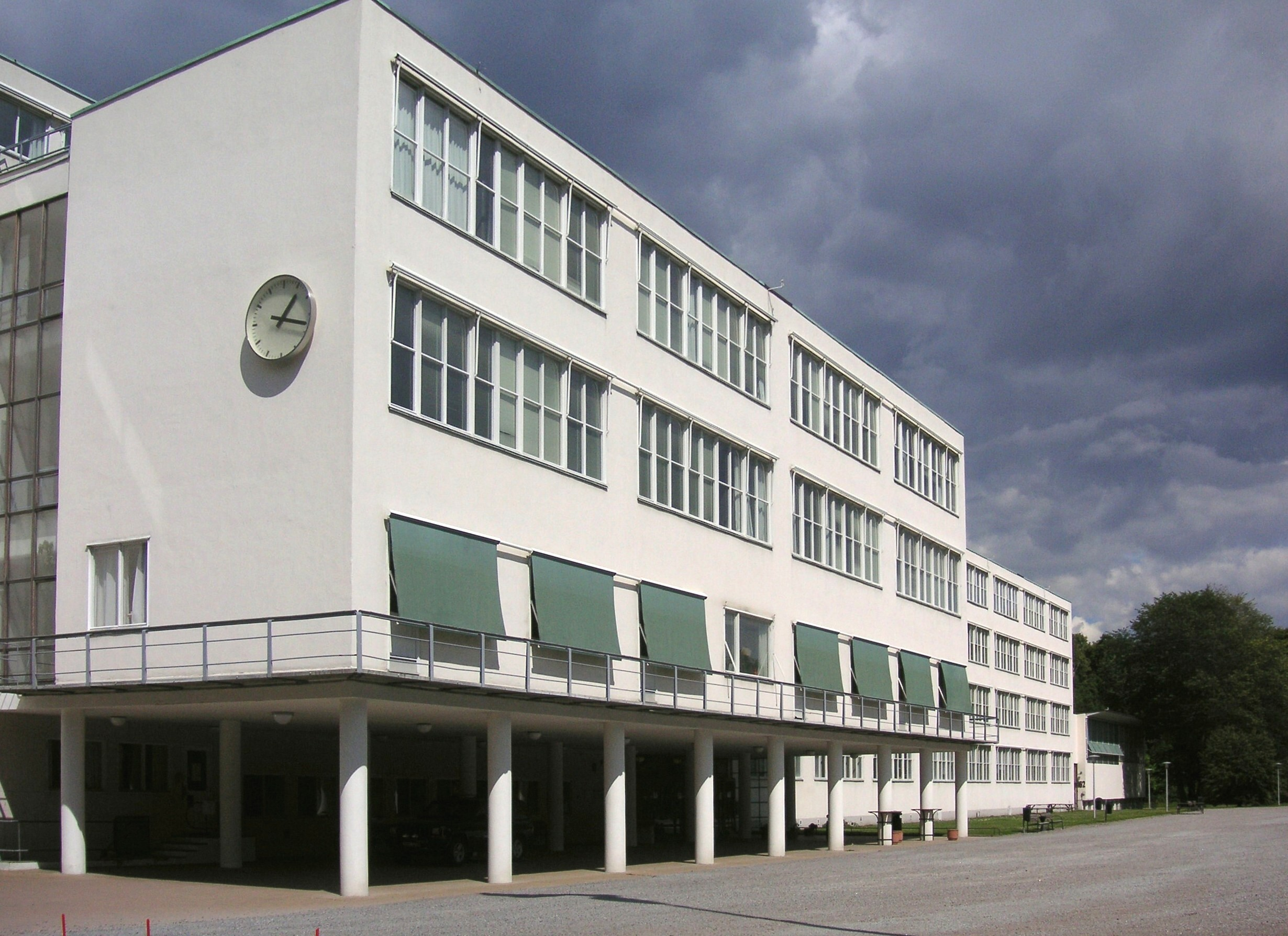
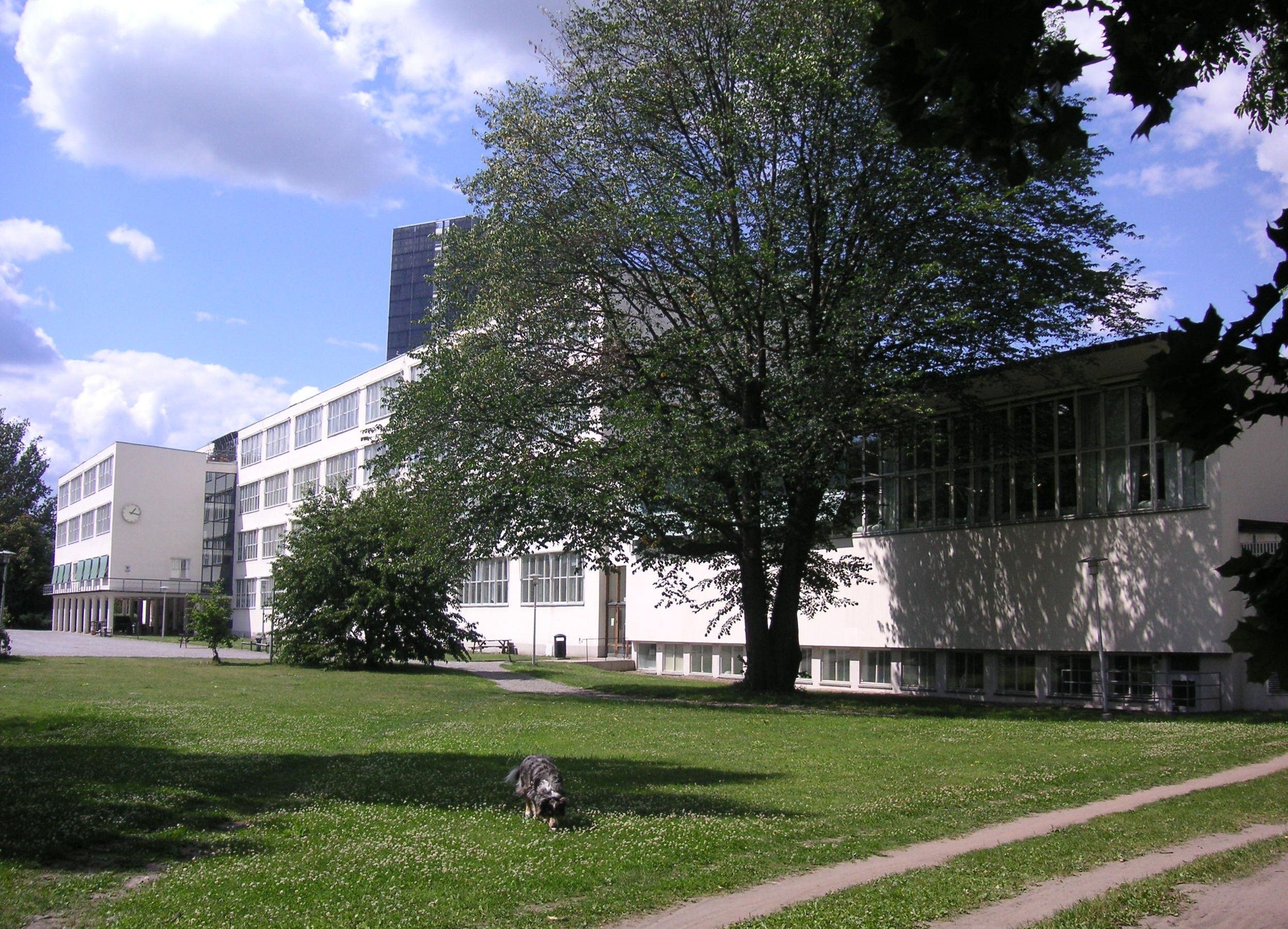
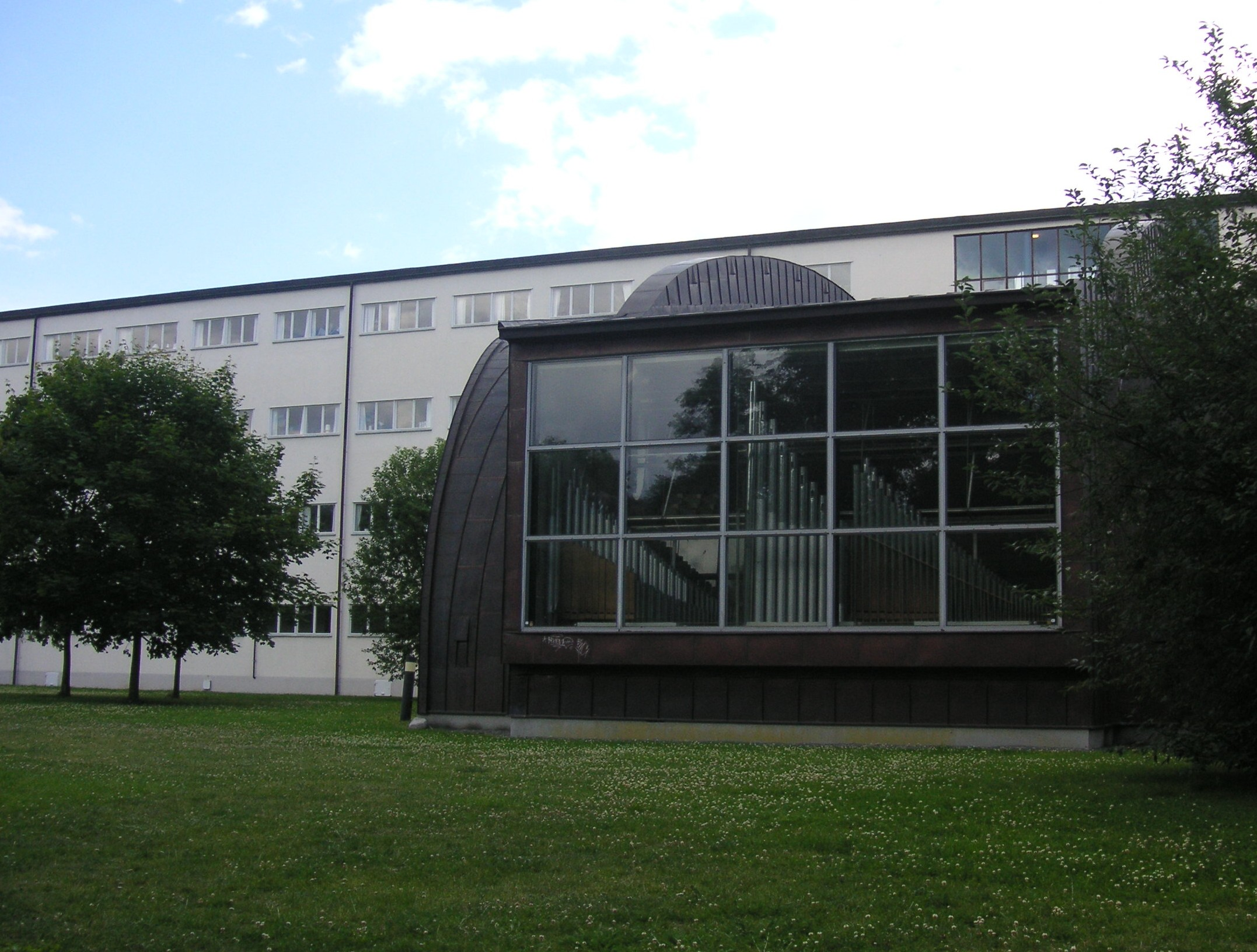
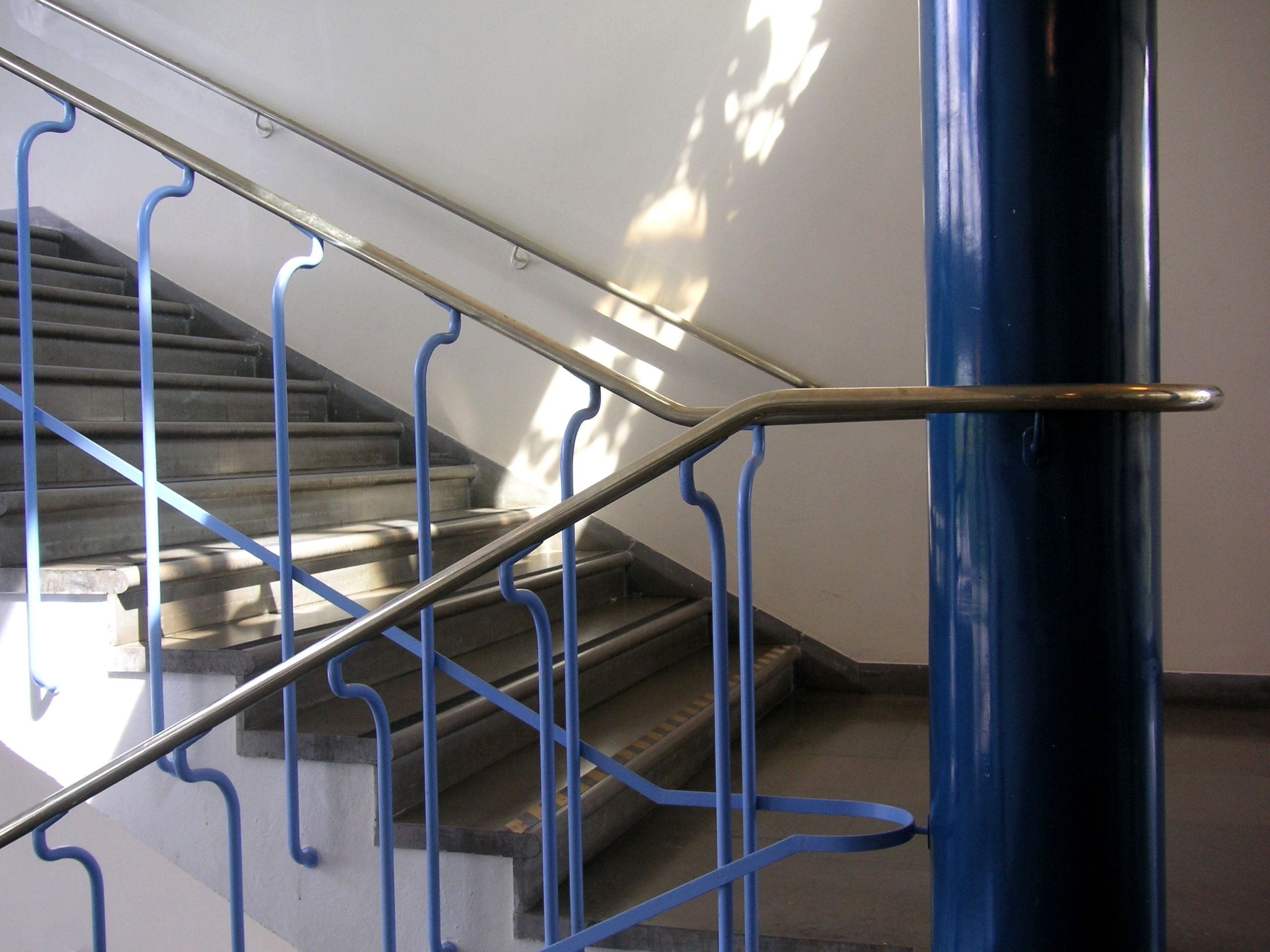
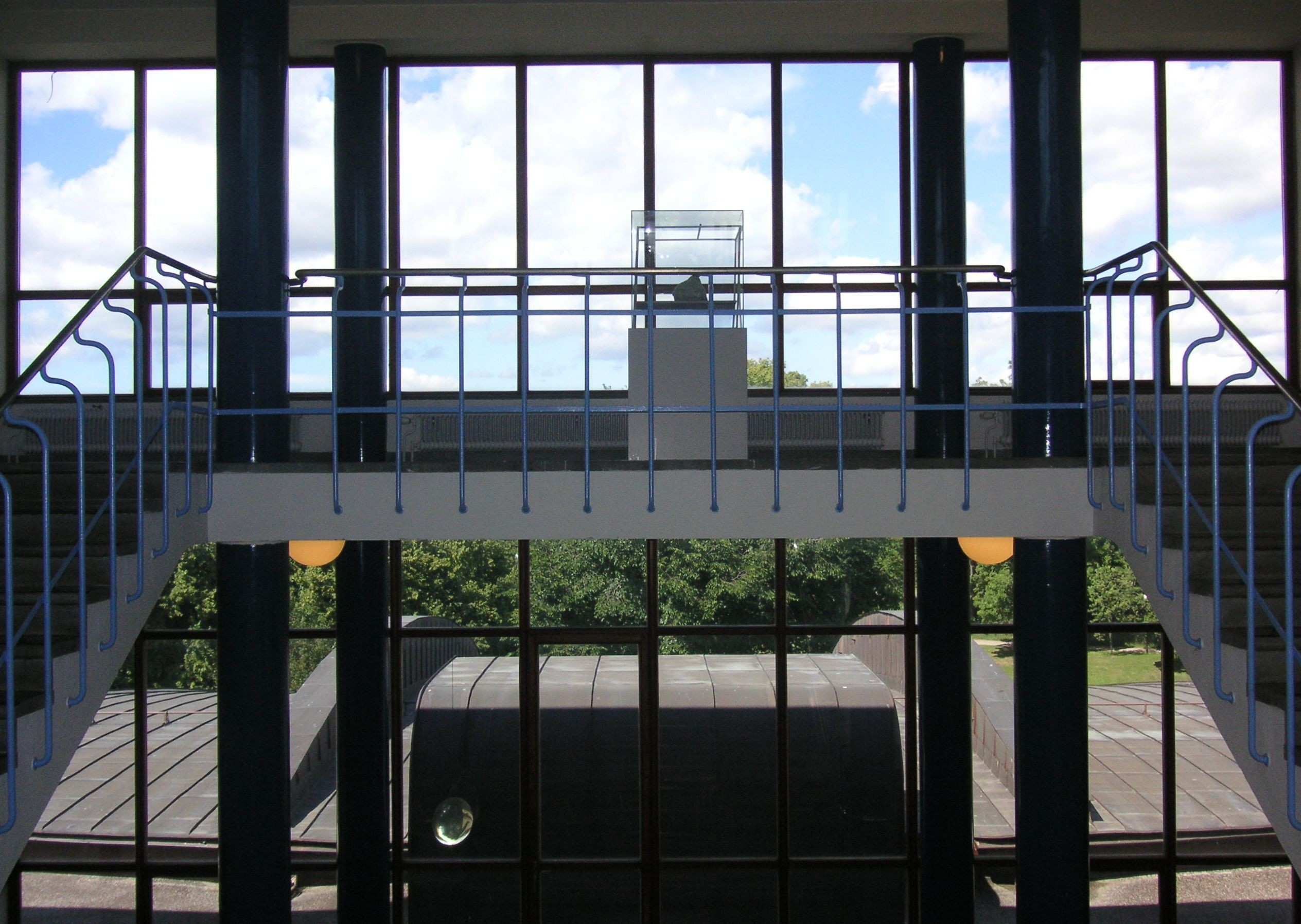
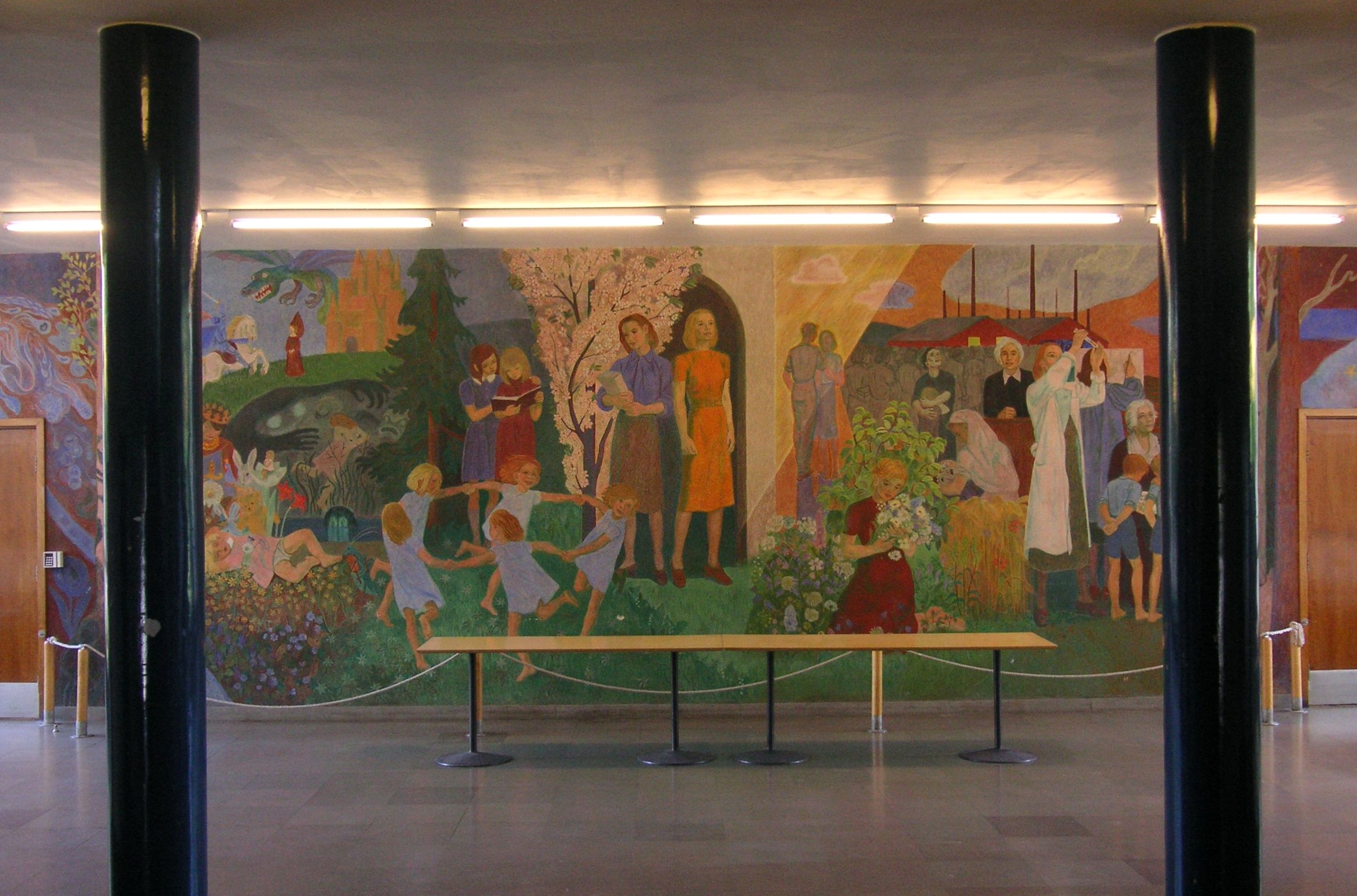
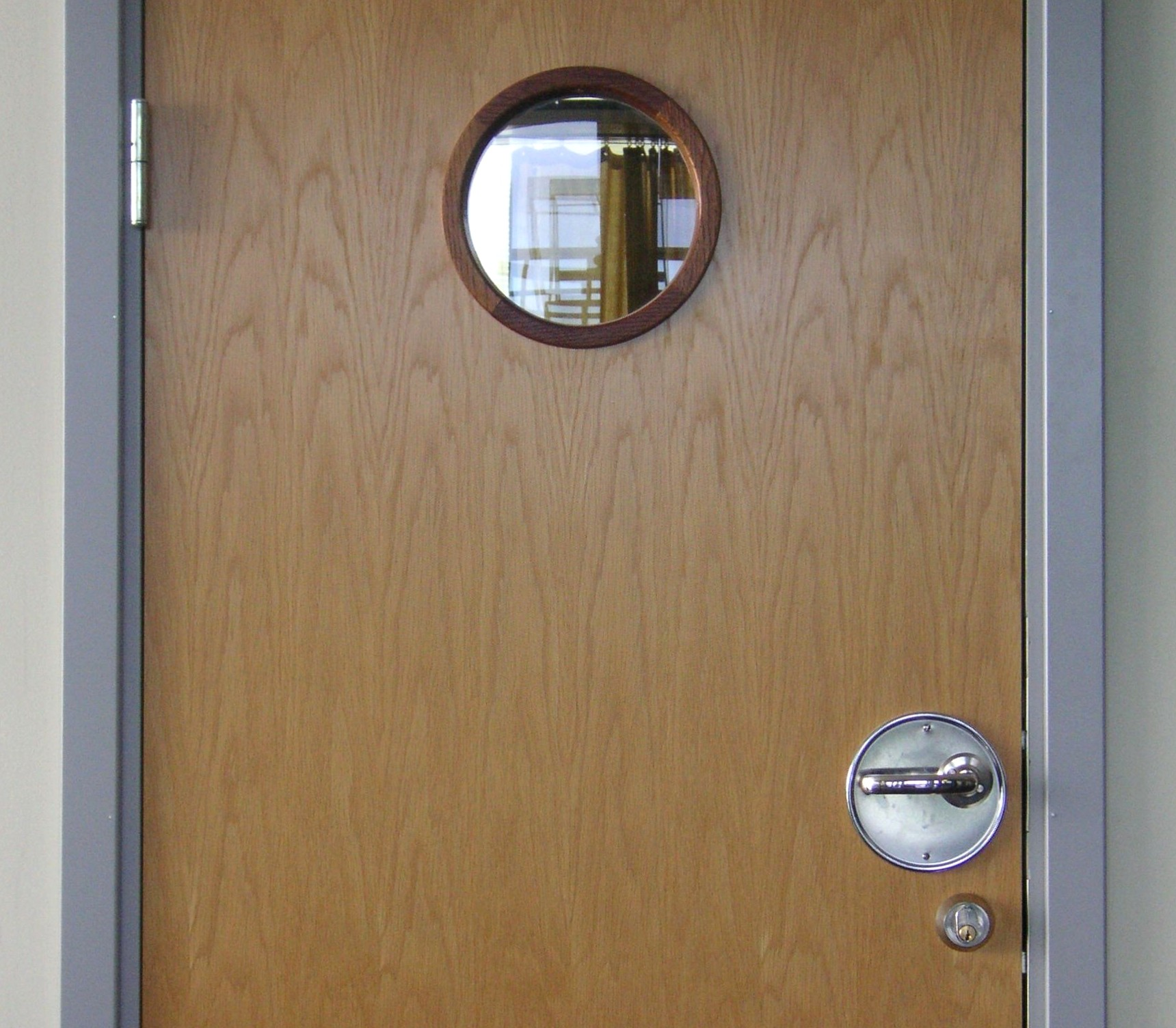